# Lionel Nname
 (novembre 2024).
Lionel Nname est un réalisateur camerounais actif dans le domaine de l’audiovisuel né le 23 février 1979 à Yaoundé. 

## Biographie
Lionel Nname effectue ses études dans plusieurs établissements avant d’obtenir son baccalauréat à Yaoundé. Il se forme ensuite au Centre de formation professionnelle de l’audiovisuel (CFPA) de la Cameroon Radio and Television (CRTV), où il obtient en 2007 un diplôme de technicien supérieur en réalisation. Originaire de Biwong Bane, dans la région du Sud Cameroun, il est connu pour ses productions télévisées et numériques à succès.

## Carrière
Lionel Nname commence sa carrière à l’Association Camerounaise de Marketing Social, où il travaille pendant huit ans. Par la suite, il crée sa propre maison de production, CREATIVE COM,, qui conçoit et réalise des émissions télévisées à succès telles que Travelling, Yayato, et À la maison. Il développe également des concepts pour les réseaux sociaux, comme Le bordel de la semaine.
Ses productions se distinguent par leur qualité technique et artistique[réf. nécessaire]. Il collabore avec une équipe de professionnels pour proposer des contenus adaptés aux attentes des téléspectateurs et des internautes[non neutre].